# Безумная звезда
«Безу́мная звезда́» (англ. The Light Fantastic, дословно: Фантастическое светило) — юмористическое фэнтези известного английского писателя Терри Пратчетта, написано в 1986 году. «Безумная звезда» — прямое продолжение книги «Цвет волшебства». Вторая книга из серии цикла «Плоский мир».

## Сюжет
Одно из великих заклинаний Октаво находится в голове Ринсвинда ещё со времени событий книги «Цвет волшебства». Заклинания совершают перестройку реальности, чтобы спасти волшебника от смерти, связанной с падением с Диска. Немного позже на небе появляется багровая звезда, которая растёт и, как выясняется, больше великого А’Туина, слонов и Диска вместе взятых. Звезда приближается к Диску, и спасти мир можно, только произнеся все восемь великих заклинаний одновременно. И снова начинаются похождения Ринсвинда и Двацветка по Плоскому миру.
В конце концов, после смерти глав всех 8 волшебных орденов (в конце семь из 8 становятся статуями, а 1 — чудовищем, которого убивает Ринсвинд) Ринсвинд произносит заклинания, и из 8 сфер, вращающихся вокруг звезды, вылупляются «маленькие» черепашки, со своими слонами и дисками. Они следуют за А’туином, а сундук глотает упавший Октаво. Утром после событий Двацветок приходит к Ринсвинду. Он узнаёт, что тот решил стать волшебником и поступить в университет, в надежде на славное будущее. Двацветок говорит, что решил отправиться обратно домой. На прощание он оставляет Коэну и Бетан в качестве подарка на свадьбу мешочек монет, но за время путешествий он не усвоил разницу в цене денег, и сумма оказалась огромной, а Ринсвинду сундук, который тот принимает. Сам Двацветок берёт всё своё имущество из сундука в мешок и уплывает на корабле в сторону своих земель.

## Экранизация
В Лондоне в марте 2008 года состоялась премьера фильма «Цвет волшебства» — экранизации одноименной книги. Вторая половина фильма повторяет сюжет книги «Безумная звезда». В телефильме, созданном британской телекомпанией Sky One, снялись такие актёры, как Шон Астин (Двацветок), Кристофер Ли (голос Смерти), Тим Карри (Траймон), Джереми Айронс (Патриций).

## Персонажи
- Ринсвинд — волшебник-недоучка из Анк-Морпорка.
- Двацветок — турист из Агатовой Империи.
- Смерть — антропоморфная персонификация смерти на Диске.
- Коэн-Варвар — старый, но всё ещё великий варвар.
- Сундук